# LIBIS KB-11 Branko

LIBIS KB-11 Branko je bilo štirisedežno športno letalo, kovinsko-lesene konstrukcije, plod tovarne LIBIS. Izdelanih je bilo 5 letal. Letalo je bilo razvojni naslednik letala KB–6. Letalo je bilo namenjeno za turistično in poslovno uporabo.
Novost je bilo podvozje tipa tricikel, ki je bilo uvlačljivo, kar je kljub povečani teži zaradi zmanjšanega upora omogočalo večje hitrosti in zmanjšano porabo goriva.

## Specifikacije
Podatki iz Observer's Book of Aircraft 1962
Splošne značilnosti
- Posadka: 1
- Število sedežev: 4 total
- Dolžina: 8,23 m (27 ft 0 in)
- Razpon kril: 10,59 m (34 ft 9 in)
- Višina: 245 m (803 ft 10 in)
- Površina kril: 1.152 m2 (12.400 sq ft) [3]
- Vitkost: 7.76:1[3]
- Aeroprofil: NACA 3415 at root, USA 35B at tip[3]
- Teža praznega letala: 800 kg (1.764 lb)
- Bruto teža: 1.250 kg (2.756 lb) normal loaded without tip tanks
- Pogon letala: 1 × Lycoming O-435-1 6-cylinder horizontally opposed, 138 kW (185 hp)

Zmogljivost
- Maks. hitrost: 214 km/h; 116 kn (133 mph) at sea level
- Potovalna hitrost: 171 km/h; 92 kn (106 mph) at 1,525 m (5,000 ft) and 75% power
- Hitrost pri porušitvi vzgona: 98 km/h; 53 kn (61 mph) [3]
- Doseg: 950 km (590 mi; 513 nmi) [3]
- Višina leta: 5 m (17,500 ft)
- Hitrost vzpenjanja: 4,3 m/s (850 ft/min)